# タイプ0弦理論
タイプ0弦理論（タイプゼロげんりろん、英語：type 0 string theory）は、超弦理論のあまり知られていない模型の一つである。この理論は、2次元の世界面上の理論として超対称性を持っているという意味では"超"弦理論であるが、10次元時空の理論としては、フェルミオンがバルク中に存在せず、超対称性を持っていない。次元が2より大きい場合、タキオンが存在し、理論は不安定となる。この性質により、理論はボゾン弦と似たものになり、観測事実を説明するには不適切となる。
この理論は、特に閉じた弦のタキオン凝縮のような超弦理論における概念の理解を発展させるためのトイモデルとして用いられることがある。最近の進展には、非摂動的に安定な行列模型による記述を持つ2次元のタイプ0弦理論に関するものなどがある。
タイプII超弦理論と同様に、GSO射影の課し方の違いによりタイプ0A弦理論とタイプ0B弦理論という異なる理論が存在する。この違いは質量ゼロのRR場やDブレーンに現れる。